# ابن الطقطقي
محمد بن علي بن محمد ابن طباطبا العلوي، أبو جعفر، المعروف بابن الطِّقْطَقي (660 ه‍ - 709 ه‍ / 1262 - 1309 م) هو مؤرخ عربي، من أهل الموصل.
تلقى علوم الدين واللغة، وأولع بالتاريخ والأدب، وتولى نقابة الطالبيين العلويين في النجف وكربلاء بعد اغتيال والده سنة 680 هـ (وقيل 672 ه‍). تزوج بامراة فارسية من خراسان. زار مراغة سنة 696 هـ وعاد إلى الموصل، فألف فيها سنة 701 هـ «كتابه الفخري في الآداب السلطانية والدول الإسلامية» وقدمه إلى واليها فخر الدين عيسى بن إبراهيم.
عُرف ابن الطقطقي بالموضوعية في سرد الأحداث وفي تعليلها ولاقى كتابه اهتماماً كبيراً منذ إخراجه إلى الناس، وترجم إلى الفارسية والفرنسية.

## نسبه
شمس الدين محمد الشهير بابن الطقطقي بن تاج الدين علي طباطبا النقيب بن علي بن الحسن بن رمضان بن علي بن عبد الله بن حمزة بن المفرج بن موسى بن علي بن القاسم بن محمد أبي عبد الله بن القاسم الرسي بن إبراهيم طباطبا بن إسماعيل الديباج بن إبراهيم الغمر بن الحسن المثنى بن الحسن بن علي بن أبي طالب.